# Джордже Келинеску
Джордже Келинеску (рум. George Călinescu, *14 червня 1899, Бухарест — †12 березня 1965, Отопені) — румунський літературознавець, письменник, публіцист, літературний критик.

## Біографія
Народився 14 червня 1899 в Бухаресті, вивчав італійську мову в Бухарестському університеті. Поперемінно жив в Яссах і Бухаресті. Професор Бухарестського університету (1945), академік Румунської Академії (1946). Очолював інститут історії літератури і фольклору, що нині носить його ім'я. У 1964 отримав державну премію Соціалістичної Республіки Румунія.
Помер 12 березня 1965. Похований на цвинтарі Беллу

## Творчість

### Праці
- «Життя Міхая Емінеску» (1932);
- «Творчість Міхая Емінеску» (т. 1-5, 1934-36);
- «Життя Іона Крянге» (1938);
- «Історія румунської літератури від зародження до наших днів» (1941);
- «Миколу Филимон» (1959);
- «Ґриґоре Александреску» (1962) та інших досліджень з румунської і світової літератури.

Написав також романи «Загадка Отілії» (1938), «Бідний Іоніде» (1953) і «Чорний комод» (1960).